# Coelorinchus maculatus
Coelorinchus maculatus és una espècie de peix de la família dels macrúrids i de l'ordre dels gadiformes. Va ser descrit per Charles Henry Gilbert i Carl Leavitt Hubbs el 1920.

## Hàbitat
És un peix d'aigües profundes que viu entre 392-545 m de fondària.

## Distribució geogràfica
Es troba al nord-oest d'Austràlia.